# Haruka Tomatsu
 (novembre 2020).
Si vous disposez d'ouvrages ou d'articles de référence ou si vous connaissez des sites web de qualité traitant du thème abordé ici, merci de compléter l'article en donnant les références utiles à sa vérifiabilité et en les liant à la section « Notes et références ».
Haruka Tomatsu (戸松遥, Tomatsu Haruka, née le 4 février 1990, à Ichinomiya, dans la préfecture d'Aichi, au Japon) est une chanteuse, seiyū et actrice ayant commencé sa carrière en 2007.
Elle est chanteuse, et fait aussi partie de :
- The Children (2008-2009) ;
- Eclipse (2009) ;
- Sphere (Depuis 2009).

## Filmographie

### Anime

#### 2007
- Gakuen Utopia Manabi Straight! (がくえんゆーとぴあ まなびストレート!, Gakuen Yūtopia Manabi Sutorēto!?)
- Kisu Damu -ENGAGE planet- (キスダム -ENGAGE planet-?)
- Shinkyoku Sōkai Polyphonica (神曲奏界ポリフォニカ?)
- Sky Girls (スカイガールズ, Sukai Gāruzu?)
- Bokurano, notre enjeu (ぼくらの, Bokurano?)
- Moe-tan (もえたん?)
- Les Misérables : Shōjo Cosette (レ・ミゼラブル 少女コゼット, Re Mizeraburu Shōjo Kozetto?)

#### 2008
- Kannagi (かんなぎ?)
- Mobile Suit Gundam 00 Second Season (機動戦士ガンダム00 セカンドシーズン, Kidō Senshi Gandamu00 Sekando Shīzon?)
- Kyōran Kazoku Nikki (狂乱家族日記?)
- Kemeko Deluxe! (ケメコデラックス!, Kemeko Derakksu!?)
- Zettai Karen Children (絶対可憐チルドレン, Zettai Karen Chirudoren?)
- Tetsuwan Birdie DECODE (鉄腕バーディー DECODE, Tetsuwan Bādī DECODE?)
- To Love-ru (To LOVEる?)
- Nodame Cantabile : Paris-hen (のだめカンタービレ 巴里編?)
- Mōryō no Hako (魍魎の匣?)
- Yosakura Jijūsō ~Yozakura Quartet~ (夜桜四重奏 〜ヨザクラカルテット〜?)

#### 2009
- Asu no Yoichi! (明日のよいち!?)
- Asura Cryin' (アスラクライン, Asura Kurain?)
- Asura Cryin' 2 (アスラクライン2, Asura Kurain 2?)
- Canaan (カナン?)
- Cross Game (クロスゲーム, Kurosu Gēmu?)
- GA Geijutsuka Art Design Class (GA 芸術科アートデザインクラス?)
- La Fille des enfers (地獄少女 三鼎, Jigoku Shōjo San Kanae?)
- Shinkyoku Sōkai Polyphonica Crimson S (神曲奏界ポリフォニカ クリムゾンS?)
- Seitokai no Ichizon (生徒会の一存?)
- Sora no Manimani (宙のまにまに?)
- Tatakau Shisho The Book of Bantorra (戦う司書 The Book of Bantorra?)
- To Aru Kagaku no Railgun (とある科学の超電磁砲?)
- Nyan koi! (にゃんこい!?)
- BASQUASH! (バスカッシュ!, Basukasshu?)
- WHITE ALBUM
- Maria-sama ga Miteru 4th Season (マリア様がみてる 4thシーズン?)
- Yoku Wakaru Gendai Mahō (よくわかる現代魔法?)

#### 2010
- Asobi ni Iku yo! (あそびにいくヨ!?)
- Ichiban Ushiro no Dai Maō (いちばんうしろの大魔王?)
- Inazuma Eleven (イナズマイレブン, Inazuma Irebun?)
- Otome Yōkai Zakuro (おとめ妖怪 ざくろ?)
- Katanagatari (刀語?)
- Shiki (屍鬼?)
- STAR DRIVER : Kagayaki no Takuto (STAR DRIVER 輝きのタクト?)
- La Mélodie du ciel (ソ・ラ・ノ・ヲ・ト, So Ra No Wo To?)
- Soredemo Machi ha Mawatteiru (それでも町は廻っている?)
- Durarara!! (デュラララ!!?)
- Mitsudomoe (みつどもえ?)
- Motto To Love-ru (もっとTo LOVEる?)
- Ladies versus Butlers! (れでぃ×ばと!?)

#### 2011
- Hanasaku Iroha (花咲くいろは?)
- Power Rangers : Force mystique (doublage japonaise) (Madison Rocca)
- Mitsudomoe Zōryōchū! (みつどもえ 増量中!?)

#### 2012
- Sword Art Online (Asuna)

#### 2013
- Zyuden Sentai Kyoryuger (Candelilla)

#### 2014
- Happiness Charge PreCure! (Hikawa Iona / Cure Fortune)
- Sakura Trick (桜Trick?)
- Sword Art Online II
- Magi

#### 2017
- Power Rangers : Dino Force Brave (doublage japonaise) (Candelilla)
- Sanae Ebato (絵鳩 早苗?, Ebato Sanae) dans Kuzu no Honkai

#### 2018
- Darling in the Franxx (Zero Two)
- Violet Evergarden (Iris Cannary)
- Inazuma Eleven: Ares no Tenbin (Hanta Hattori et Akane Miyano)

#### 2019
- Dumbbell : Combien tu peux soulever ? (Rumika Aina)
- Araburu kisetsu no otome-domo yo. (Sonoe Jūjō)
- Demon Lord, Retry! (Killer Queen)
- Fruits Basket (Aritamis)
- How Clumsy you are, Miss Ueno (Kitanaga)
- Oresuki (Sumireko Sanshokuin)
- Sword Art Online: Alicization : Asuna Yuuki

#### 2020
- A Certain Scientific Railgun : Kinuho Wannai

#### 2021
- Horimiya (Kyoko Hori)
- Re:Zero 2 (Fortuna)
- Imagine, un cambrousard du dernier donjon dans la ville de départ ! (Mena)

#### 2022
- Call of the Night (Seri Kikyō)
- Cardfight!! Vanguard will+Dress (Yurina Nukata)
- Shaman King (Teruko Amano)
- Uncle from Another World (Tsundere Elf)

#### 2023
- Ayakashi Triangle (Yayoi Toba)
- Horimiya: The Missing Pieces (Kyoko Hori)
- Insomniaques (Yu Shiromaru)
- The Most Heretical Last Boss Queen: From Villainess to Savior (Tiara)

#### 2024
- Goldorak (Teronna Aqua Vega)
- Sound! Euphonium 3 (Mayu Kuroe)

#### 2025
- My Happy Marriage 2 (Kaoruko Jinnouchi)

### OVA

#### 2009
- Les Petites Fraises (苺ましまろ, Ichigo Mashimaro?)
- Kigurumikku☆V3 -Best Episode Collection- (きグルみっく☆V3 -ベストエピソードコレクション-?)
- Ken To Mahou To Gakuen Mono Two (剣と魔法と学園モノ。2?)
- Shina Dark : Kuroki Tsuki no Ō to Sōheki no Himegimi (シャイナ・ダルク 〜黒き月の王と蒼碧の月の姫君〜?)
- Zettai Karen Children ~Ai ō Niku-sei! Ubawareta Mirai~ (絶対可憐チルドレン 〜愛多憎生!奪われた未来?)

#### 2010
- Air Gear Kuro no Hana to Namuri no Mori -Break on the sky- (エア・ギア 黒の羽と眠りの森 -Break on the sky-?)
- Gundam Unicorn (機動戦士ガンダムUC, Kidō Senshi Gundam UC?)
- GA Geijutsuka Art Design Class OVA (GA 芸術科アートデザインクラス OVA?)
- Tales of Symphonia THE ANIMATION Volume 3 (テイルズ オブ シンフォニア THE ANIMATION 第3巻?)
- To Aru Kagaku no Railgun OVA (とある科学の超電磁砲 OVA?)
- To LOVE-Ru OVA (To LOVEる -とらぶる- OVA?)
- Pyū to Fuku! Jaguar Return Obu Yaku Ichi Nen Buri (ピューと吹く!ジャガー リターン・オブ・約1年ぶり?)
- Morita-san ha Mukuchi (森田さんは無口?)
- Yozakura Quartet ~Hoshi no Umi~ (夜桜四重奏 〜ホシノウミ〜?)

#### 2016
- Sword Art Online: Ordinal Scale (劇場版 ソードアート・オンライン -オーディナル・スケール-?)

### Jeux vidéo

#### 2009
- Aka-chan dans Sekirei: Gifts from the Future
- Ion dans Rune Factory 3: A Fantasy Harvest Moon

#### 2010
- Alice Margatroid et Komachi Onozuka dans Koumajou Densetsu II: Stranger's Requiem

#### 2011
- Lily Stosek & Amitie Florian dans Magical Girl Lyrical Nanoha A's Portable: The Gears of Destiny

#### 2013
- Asuna dans Sword Art Online: Infinity Moment

#### 2015
- C-Sha dans Megadimension Neptunia VII

#### 2016
- Haru Okumura dans Persona 5

#### 2017
- Altena et Lena dans Fire Emblem Heroes

#### 2018
- Chin dans Onmyoji Arena

Wa2000 et M4A1 dans Girls' Frontline (en)
- Haru Okumura dans Super Smash Bros. Ultimate

## Discographie

### Singles
- 3 septembre 2008 – Naissance
- 29 octobre 2008 – Motto ☆ Hade Ni Ne! (motto☆派手にね!?)
- 26 novembre 2008 – Musuhi No Toki (産巣日の時?)
- 13 mai 2009 – Koi No Uta (こいのうた?)
- 27 janvier 2010 – Girls, Be Ambitious.
- 4 août 2010 – Nagisa No Shooting Star (渚のSHOOTING STAR?)
- 3 novembre 2010 – Baby Baby Love
- 26 janvier 2011 – Monochrome
- 13 juillet 2011 – Oh My God ♡
- 25 juillet 2012 – Yume Sekai (ユメセカイ?)
- 17 octobre 2012 – Q&A Recital ! (Q&A リサイタル!?)
- 10 juillet 2013 – Pachi Pachi Party
- 15 janvier 2014 – Hikari Gift (ヒカリギフト?)
- 30 juillet 2014 – Fantastic Soda !!
- 12 mars 2014 – Courage
- 30 septembre 2015 – Step A Go! Go!
- 17 février 2016 - Cinderella☆Symphony (シンデレラ☆シンフォニー?)

### Albums
- 24 février 2010 – Rainbow Road
- 16 janvier 2013 – Sunny Side Story
- 18 mars 2015 – Harukarisk * Land

### Best Albums
- 15 juin 2016 - Tomatsu Haruka Best Selection -sunshine- (戸松遥 BEST SELECTION -sunshine-)
- 15 juin 2016 - Tomatsu Haruka Best Selection -starlight- (戸松遥 BEST SELECTION -starlight-)

### Video Releases
- 22 février 2012 - Tomatsu Haruka first live tour 2011 "Orange☆Road" (戸松遥 first live tour 2011「オレンジ☆ロード」)
- 30 octobre 2013 - Tomatsu Haruka second live tour "Sunny Side Stage!" (戸松遥 second live tour「Sunny Side Stage!」)
- 17 février 2016 - Tomatsu Haruka 3rd Live Tour 2015 "Welcome! Harukarisk＊Land!!!" (戸松遥 3rd Live Tour 2015 “Welcome！Harukarisk＊Land!!!”)